# Манастир Рударе
Манастир Рударе се налази у истоименом селу Рударе, недалеко од Лесковца. Припада Епархији нишкој Српске православне цркве и представља непокретно културно добро као споменик културе од великог значаја.

## Историја
Црква манастира, посвећена преподобномученици Параскеви - Светој Петки, смештена је на огранку планине Кукавице, на Рударској коси која се испред самог града утапа у широку Лесковачку котлину. Подигнута је на темељима ранохришћанске базилике из 5. века, када је подизан и чувени Царичин град – Јустинијана Прима. Ова базилика вероватно је порушена најездама Словена у 6. и 7. веку, а прву обнову је доживела за време Немањића. У средњем веку се овде налазио манастир, који је био духовни центар Лесковца и околине за време Турака. Храм је делимично страдао 1814. године, али је убрзо обновљен, када су постављене данашње камене плоче на поду. Феликс Каниц, путописац и историчар који је у 19. веку обилазио ове крајеве, записао је да је овај храм „белих зидова, некадашњи манастир, омиљено место окупљања и омиљено излетиште Лесковчана.” Такође је навео да је у то време црква била средиште парохије којој су припадала 14 околна села и која има два свештеника.

## Архитектура и унутрашњост
Данашњи изглед цркве је последица велике обнове из 1799. године, о којој сведочи натпис уклесан над улазом. Једнобродне је основе, са припратом на западној, полукружном апсидом на источној страни и полуобличастим сводом. Мирних и малтерисаних фасада, црква је зидни украс у ентеријеру добила на размеђу 18. и 19. века. Испитивачким радовима установљено је да испод ових зидних слика у олтару постоје остаци старијег фреско-слоја који потиче из немањићког периода, али је трајно уништен и није га могуће видети. Након Првог светског рата, намазан је слој малтера преко фреско-слоја у намери да се исти заштити, али је посао нестручно одрађен, тако да су неке фреске оштећене.
Црква је посвећена светој преподобној мученици Параскеви Римљанки - Светој Петки, хришћанској светитељки која је страдала на простору данашње Италије, у другом веку. Њен култ се веома поштује у лесковачком крају. Живопис саме цркве је данас у великој мери оштећен, углавном због влаге. Дотрајали иконостас реновиран је током 20. века и оштећене иконе су замењене новим. Иконе је насликао познати иконописац тога времена Ђорђе Зографски. Неке представе на зидовима и фрескама цркве веома су ретке, а међу њима су, на пример, фреска архангела Рафаила и оснивача египатског пустињског монаштва Пахомија.

## Конак
Конак манастира подигнут је око 1815. године од ломљеног камена у приземљу и у бондручној конструкцији спрата, импозантних димензија, складним компоновањем елемената представља репрезентативно дело балканског стила градње и један је од најлепших у овом делу Србије. Основа конака је у облику слова „Т”, приземље се састоји из хола и дрвених степеница које воде на спрат. На спрату се такође налази велики хол и из њега се излази на доксат који је смештен тачно изнад улаза у конак. Доксат је од нивоа спрата уздигнут два спрата и чини екстеријер конака нарочито интересантним. Сачуван је и велики димњак, као и дрвени капци на спрату, који су састављени из два дела, од којих се један спушта, а други води навише.
Све до 1894. године овим конаком су се служили Лесковчани, нарочито они из јужног дела града, јер су своје мртве сахрањивали поред цркве, о чему сведоче бројни надгробни споменици у порти цркве. Премда је конзервиран и рестауриран 1951, данас, пре свега због старости, али и пожара који га је задесио, као и због немарности, зграда конака је руинирана, у врло је лошем стању и захтева санацију и поновну реконструкцију како би био очуван од пропадања. Извршена су скромна, углавном сондажна истраживања живописа.